# Podwójna helisa (książka)
Podwójna helisa. Historia odkrycia struktury DNA (ang. The Double Helix: A Personal Account of the Discovery of the Structure of DNA) – autobiograficzna książka amerykańskiego genetyka Jamesa Watsona opisująca historię odkrycia struktury DNA. Opublikowana w 1968, w Polsce po raz pierwszy wydana w 1975 w przekładzie Włodzimierza Zagórskiego pod nieprawidłowym tytułem Podwójna spirala: relacja naoczna o wykryciu struktury DNA przez Wydawnictwo „Wiedza Powszechna” w serii Omega. W 1995 książkę wznowiła oficyna Prószyński i S-ka w serii „Na ścieżkach nauki” już pod właściwym tytułem.
Początkowo książka miała nosić tytuły Honest Jim i Base Pairs.

## Problematyka

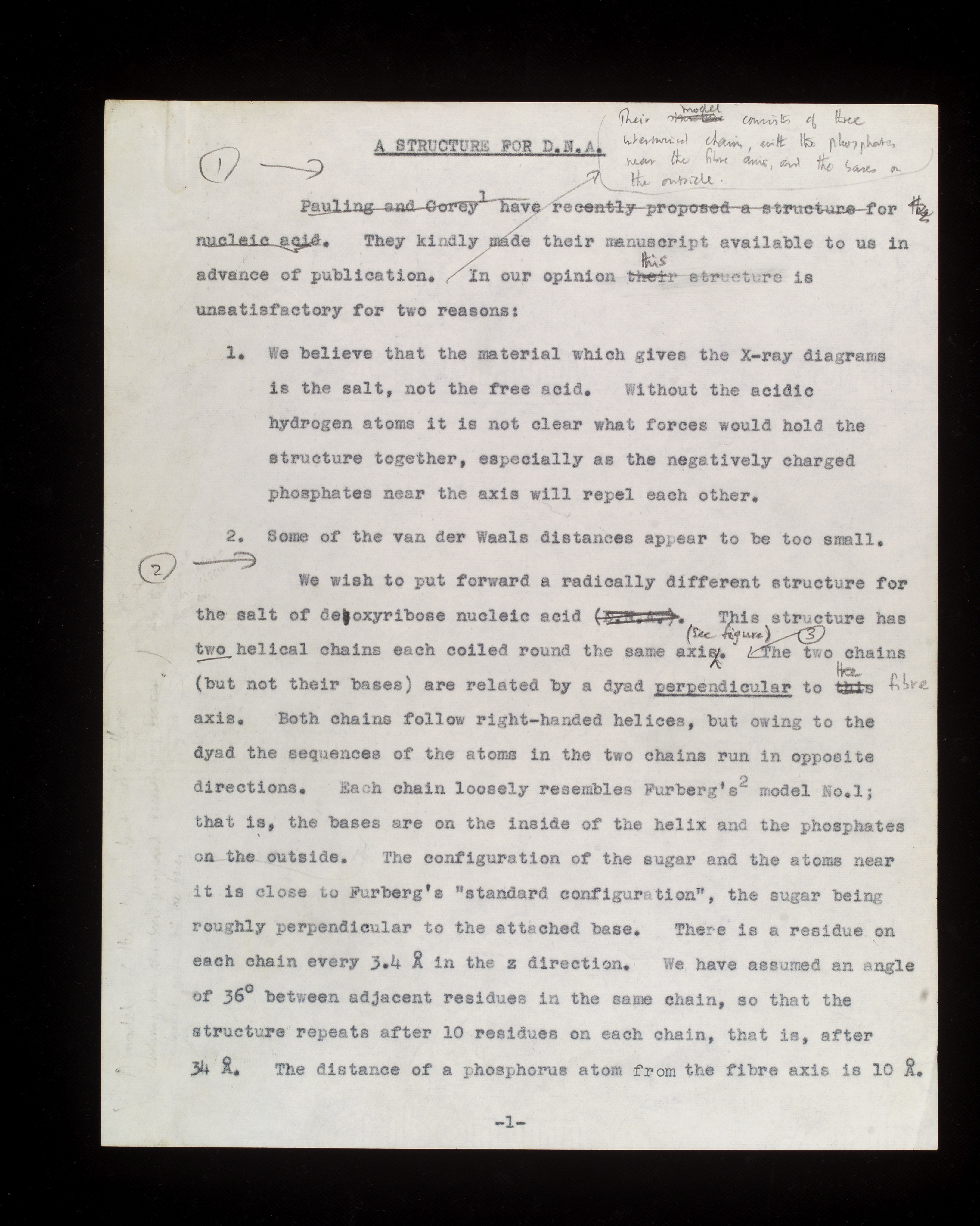
Początek artykułu Watsona i Cricka o odkryciu struktury DNA, opublikowanego 25 kwietnia 1953

Autor, laureat Nagrody Nobla w dziedzinie fizjologii lub medycyny w 1962, przedstawia okoliczności, które doprowadziły w lutym 1953 do „bodaj największego odkrycia naukowego XX wieku” – odkrycia struktury DNA. Ta „błyskotliwa i pełna anegdot opowieść” opisuje lata 1951–1953, kiedy 23-letni Watson, „genialne dziecko genetyki”, przybył do Europy, by odbyć staż naukowy. Po rocznym pobycie w Kopenhadze trafił do laboratorium Cavendisha, prowadzonego przez sir Lawrence’a Bragga na Uniwersytecie Cambridge, gdzie zaczął pracować z Francisem Crickiem. Współpracował także z innymi naukowcami zaangażowanymi w badania DNA, z których najważniejsi okażą się Rosalind Franklin i Maurice Wilkins. Praca wkrótce przerodziła się w wyścig z, działającym w USA Linusem Paulingiem o to, kto pierwszy opisze prawidłowo strukturę DNA. Wśród wybitnych umysłów tej epoki, z którymi kontaktował się autor byli m.in.: Herman Kalckar, Max Perutz, John Kendrew, Hugh Huxley, Erwin Chargaff.
Watson w swej książce „opowiada (...) nie tylko o nauce, ale i o ludziach. Opisuje wady i dziwactwa swoich bohaterów, wybitnych uczonych i laureatów Nagrody Nobla. To chyba jedyna książka pokazująca tak otwarcie «robienie» nauki”. Autor pisze: „Próbowałem przy tym oddać atmosferę Anglii lat powojennych, tej Anglii, która była areną najważniejszych wydarzeń z tym związanych”.
Watson nie ukrywa subiektywnego charakteru swoich wspomnień, pisze m.in.: „W książce tej przedstawiłem moją własną wersję historii odkrycia struktury DNA” oraz „wiele uwag w tej książce może wydać się jednostronnymi lub niezbyt fair, ale to przecież cecha bardzo ludzka (...). W każdym razie opowiadanie to przedstawia mój sposób widzenia idei, ludzi i mnie samego w latach 1951–1953”.

## Recepcja
W 1998 wydawnictwo Modern Library umieściła pracę na 7. pozycji na liście 100 najlepszych książek faktu XX wieku. W 2012 została uznana przez Bibliotekę Kongresu za jedną z 88 książek, które ukształtowały Amerykę. W 2016 tygodnik „The Guardian” umieścił ją na 15. pozycji 100 najlepszych książek faktu.
Autor polskiego przekładu, Włodzimierz Zagórski, nazywa pracę „może najbardziej żywym opisem odkrycia naukowego, jaki zna”.
Watson przed publikacją wysłał robocze kopie tekstu najważniejszym osobom, które zostały w nim przedstawione. Crick, Wilkins i Bragg wyrazili swoją dezaprobatę, nie pochwalając opisów ich samych, a zwłaszcza Rosalind Franklin. Pomimo dokonanych zmian, żaden z nich nie był usatysfakcjonowany i naukowcy zagrozili, że uniemożliwią publikację na drodze sądowej. Francis Crick pisał w listach do Watsona m.in.: „Mój sprzeciw dotyczy szerokiego rozpowszechniania książki, która rażąco narusza moją prywatność i nie znalazłem argumentu, który odpowiednio usprawiedliwia takie naruszenie przyjaźni” (My objection, in short, is to the widespread dissemination of a book which grossly invades my privacy, and I have yet to hear an argument which adequately excuses such a violation of friendship). Kontrowersje spowodowały, że Harvard University Press, wydawnictwo macierzystej uczelni Watsona, nie zdecydowało się na publikację książki.
James Watson jest krytykowany za fragmenty swej książki odnoszące się do Rosalind Franklin. Jego nastawienie określa się jako seksistowskie i protekcjonalne, a nawet pogardliwe, można także odnieść wrażenie, że naukowiec określał ją jako trudnego współpracownika i mizantropa. W epilogu Watson przyznaje, że jego „pierwsze oceny dotyczące jej osoby, i to zarówno pod względem naukowym, jak i prywatnym [...] były często błędne” oraz „obaj zaczęliśmy cenić jej prawość i wielkoduszność, zdając sobie sprawę – o całe lata za późno – z tego, jak wielki wysiłek czeka rozumną kobietę, zanim zostanie zaakceptowana przez świat naukowców”.
Watson w swej książce nie ukrywa także, że dane wypracowane przez Franklin, otrzymał do wglądu wraz z Crickiem od Maurice’a Wilkinsa bez zgody i wiedzy autorki.